# Ben Affleck
Benjamin Géza "Ben" Affleck-Boldt (Berkeley, 15 de agosto de 1972) é um ator, diretor, roteirista e produtor norte-americano. Começou sua carreira como ator mirim, protagonista na série educativa The Voyage of the Mimi (1984) e The Second Voyage of the Mimi (1988) da PBS. Mais tarde, ele apareceu em Dazed and Confused (1993) e os filmes de Kevin Smith Mallrats (1995), Chasing Amy (1997), e Dogma (1999). Affleck ganhou fama e reconhecimento como escritor, quando ganhou o Oscar e o Globo de Ouro de Melhor Roteiro Original por Good Will Hunting (1997), que co-escreveu e estrelou ao lado de seu amigo de infância Matt Damon. Alcançou reconhecimento internacional por aparecer em filmes como Armageddon (1998), Shakespeare in Love (1998), Pearl Harbor (2001), Changing Lanes (2002), The Sum of All Fears (2002), Daredevil (2003), Hollywoodland (2006) e State of Play (2009). Estrelou Gone Girl, (2014) de David Fincher e em agosto de 2013 foi escolhido pela Warner Bros. para interpretar Bruce Wayne / Batman no Universo Estendido DC, fazendo sua estreia em Batman v Superman: Dawn of Justice (2016). Affleck também interpretou o super-herói Matt Murdock / Demolidor, da Marvel Comics em Demolidor - O Homem sem Medo (2003) e em uma cena deletada de Elektra (2005), ambos da 20th Century Fox.
Affleck já dirigiu quatro filmes. Ganhou reconhecimento por sua estreia como diretor em Gone Baby Gone (2007), vencendo o National Board of Review Award de Melhor Diretor Estreante. Ele então, dirigiu e estrelou The Town (2010). Seu terceiro filme foi Argo (2012), pelo qual ganhou o Globo de Ouro, BAFTA e o Directors Guild Award de Melhor Diretor, e o Globo de Ouro, BAFTA, o Producers Guild Award e o Oscar de Melhor Filme. Em seguida realizou Live by Night em 2016, em que também fez o papel principal.
Ele e Matt Damon são donos de sua própria empresa de produção de filmes, a Pearl Street Films. Tem um irmão mais novo, o ator Casey Affleck, com quem já trabalhou em filmes como Good Will Hunting e Gone Baby Gone. Além do trabalho em filmes, está ativamente envolvido em causas humanitárias e políticas; é o co-fundador da Eastern Congo Initiative. Foi casado com a atriz Jennifer Garner por dez anos, e com ela teve três filhos.

## Biografia
Affleck nasceu na Califórnia, mas cedo se mudou para Massachusetts. Aos oito anos de idade participou numa série televisiva intitulada The Voyage of the Mimi, onde conheceu Matt Damon, que se tornou seu melhor amigo.
Estreou no cinema com o filme Laços de Família e a partir daí protagonizou filmes como Chasing Amy (Procura-se Amy), Mallrats (Barrados no Shopping), Dogma, Good Will Hunting (pelo qual ganhou um óscar com Matt Damon na categoria de Melhor Argumento Original) e "Glory Daze". Em 1998 participou em Shakespeare in Love (br: Shakespeare Apaixonado) e Armageddon, realizando seu sonho de participar em filmes ao lado das grandes estrelas do cinema. Em 2001, interpreta Rafe no êxito de bilheteira Pearl Harbor. Em 2004 participou do fracassado Daredevil (Demolidor) e Jersey Girl.

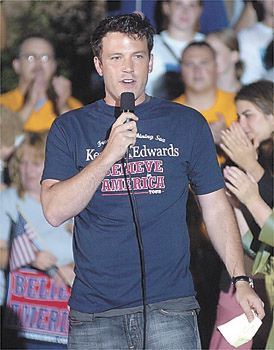
Affleck fazendo campanha para John Kerry em 2004

Ben Affleck é irmão do também ator Casey Affleck. Democrata convicto, participou da campanha política do então candidato Al Gore em 2000 e de Hillary Clinton ao Senado americano pelo estado de Nova Iorque no mesmo ano. Em 2004 apoiou John Kerry, e em 2008 declarou seu apoio a Barack Obama.
No Oscar 2013, Affleck foi ignorado na categoria de Melhor Diretor, mas faturou o Oscar de Melhor Filme, com Argo.
A Warner anunciou no mês de agosto de 2013, que Affleck seria o novo Batman, no filme Batman v Superman: Dawn of Justice, a lançar em 2016. Apesar de inicialmente ter sido contestada por fãs do personagem, sua atuação como Batman recebeu críticas positivas. Affleck também seria o herói em Justice League e uma breve participação em Suicide Squad.

### Vida pessoal

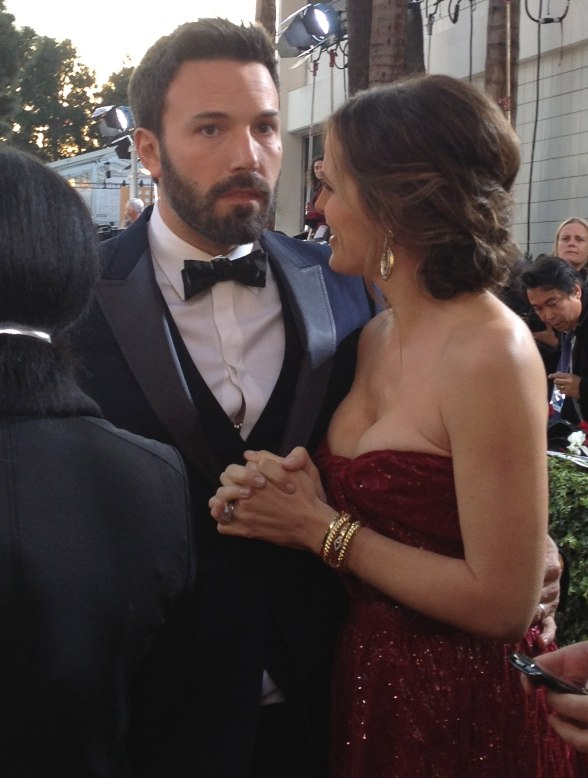
Affleck e sua então esposa Jennifer Garner em 2013

Affleck teve relacionamentos com Gwyneth Paltrow entre 1997 e 2000, e Jennifer Lopez, com quem chegou a ser noivo. Em 2005 casou-se com Jennifer Garner, com quem trabalhou em Pearl Harbor e Daredevil. O casal teve três filhos — Violet Anne Affleck (nascida em 1 de dezembro de 2005), Seraphina Rose Elizabeth Affleck (nascida em 6 de janeiro de 2009) e Samuel Garner Affleck (nascido em 27 de fevereiro de 2012). O casal se divorciou em 2015. No início de 2020, durante as gravações de Deep Water, Ben começou um relacionamento com a atriz cubana Ana de Armas. Eles ficaram juntos até janeiro de 2021. Alguns meses depois, Ana revelou que a separação ocorreu porque ela queria filhos e Ben já não queria mais. Em julho de 2021, após 17 anos Ben e Jennifer Lopez reataram o namoro. 
Em julho de 2022, Affleck e Lopez se casaram.
Affleck reside em Los Angeles, Califórnia.

## Filmografia selecionada
- Dazed and Confused (1993)
- Glory Daze (1996)
- Chasing Amy (1997)
- Good Will Hunting (1997)
- Shakespeare in Love (1998)
- Armageddon (1998)
- Pearl Harbor (2001)
- Demolidor - O Homem sem Medo (2003)
- Elektra (2005) (cena deletada)
- Hollywoodland (2006)
- The Town (2010)
- Argo (2012)
- Gone Girl (2014)
- Batman v Superman: A Origem da Justiça (2016)
- Esquadrão Suicida (2016)
- The Accountant (2016)
- Live by Night (2017)
- Liga da Justiça (2017)
- Liga da Justiça de Zack Snyder (2021)
- The Last Duel (2021)
- Deep Water (2022)
- The Flash (2023)
- Aquaman e o Reino Perdido (2023)

## Prêmios e indicações

### Oscar
- 1998 - Melhor roteiro (em parceria com Matt Damon), por "Good Will Hunting"
- 2013 - Melhor filme, por "Argo"

### Globo de Ouro
- 2013 - Melhor Diretor, por "Argo"
- 2007 - Indicado como melhor ator (coadjuvante/secundário), por "Hollywoodland";
- 1998 - Melhor roteiro (em parceria com Matt Damon), por "Good Will Hunting"

### SAG Awards
- 1999 - Melhor elenco, por "Shakespeare Apaixonado"
- 2013 - Melhor elenco, por "Argo"

### BAFTA
- 2013 - Melhor filme, por "Argo"
- 2013 - Melhor diretor, por "Argo"
- 2013 - Indicado como melhor ator, por "Argo"

### César
- 2013 - Melhor filme estrangeiro, por "Argo"